# Fedde Schurer

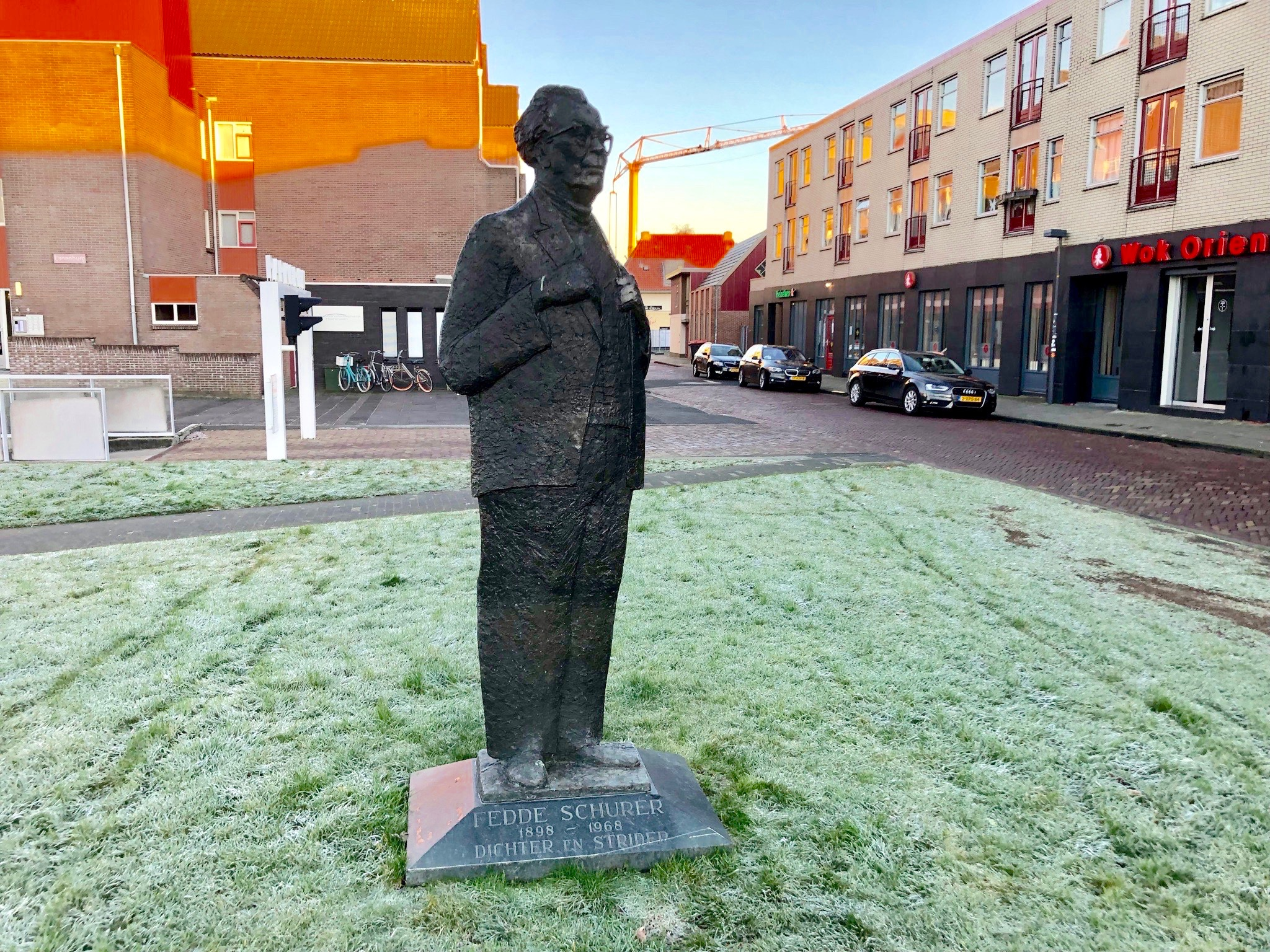
Statue von Fedde Schurer in Heerenveen

Fedde Schurer (* 25. Juli 1898 in Drachten; † 19. März 1968 in Heerenveen) war ein friesischer Schriftsteller, Politiker und Mitbegründer der Jongfryske Mienskip. Nach ihm ist seit 1984 der Fedde Schurerpriis benannt.

## Leben
Fedde Schurer verbrachte seine Jugend in dem Fischerdorf Lemmer und arbeitete als Tischler. Als Autodidakt wurde er 1919 Lehrer an der christlichen Volksschule seines Dorfes. 1924 heiratete er Willemke de Vries, eine Lehrerin an der gleichen Schule, und das Paar adoptierte einen Jungen, Andries.
1930 verlor er aufgrund seiner pazifistischen Ansichten seine Anstellung. Er zog nach Amsterdam und unterrichtete an staatlichen Schulen. Er übersetzte in dieser Zeit auch Gedichte von Heinrich Heine ins Friesische. Er war politisch aktiv und bekannt dafür, dass er das Wortspiel „Geen Führer, maar Schurer“ („Kein Führer, sondern Schurer“) ausnutzte. 1935 trat er der Christelijk-Democratische Unie (CDU) bei und war ein Jahr lang Mitglied der Versammlung von Nordholland.
Während des Zweiten Weltkriegs wurde er als Mitverfasser des Nieuw Geuzenliedboek (Neues Geuzenliedbuch) bekannt. Er war einer von neun Preisträgern des Verzetsprijs voor letterkundigen, des Widerstandspreises für Schriftsteller, der 1945 von der niederländischen Regierung verliehen wurde.
Nach dem Krieg kehrte er nach Friesland zurück, wo er in Heerenveen lebte, und arbeitete als Journalist, wobei er zur Einführung der friesischen Literaturzeitschrift De Tsjerne beitrug. Ein Prozess gegen ihn war Auslöser des Kneppelfreed, bei dem am 16. November 1951 in der friesischen Provinzhauptstadt Leeuwarden vor dem örtlichen Gerichtsgebäude eine Menschenmenge von der Polizei mit Knüppeln und einem Wasserwerfer auseinandergetrieben wurde.  In der Folge der Proteste wurde das Friesische in den nächsten Jahren zur zweiten offiziellen Gerichtssprache erklärt. Später wurde Friesisch auch eine offizielle Unterrichts- und Amtssprache im niederländischen Friesland.
Von 1956 bis 1963 war er für die Partij van de Arbeid Mitglied des nationalen Parlaments. Schurer starb 1968 in Heerenveen.

## Werke
- 1925 – Fersen
- 1931 – Heinrich Heine. Oersettings út syn dichtwirk
- 1931 – Utflecht
- 1936 – Op alle winen
- 1940 – Fen twa wâllen
- 1945 – Simson
- 1947 – It boek fan de Psalmen
- 1949 – Vox humana
- 1954 – Bonifatius
- 1955 – Fingerprinten
- 1955 – Frysk Psalm- en Gesangboek
- 1963 – Beam en bast
- 1963 – Brood op het water (niederländisch)
- 1966 – Efter it nijs
- 1966 – Opheind en trochjown
- 1966 bis 1969 – De gitaer by it boek (zwei Teile)
- 1969 – De bisleine spegel